# Austrian Centre for Digital Humanities
Das Austrian Centre for Digital Humanities (ACDH) ist ein Forschungsinstitut der Österreichischen Akademie der Wissenschaften (OeAW). Seine Aufgabe ist es, die Geisteswissenschaften durch den gezielten Einsatz digitaler Methoden und Werkzeuge zu fördern.

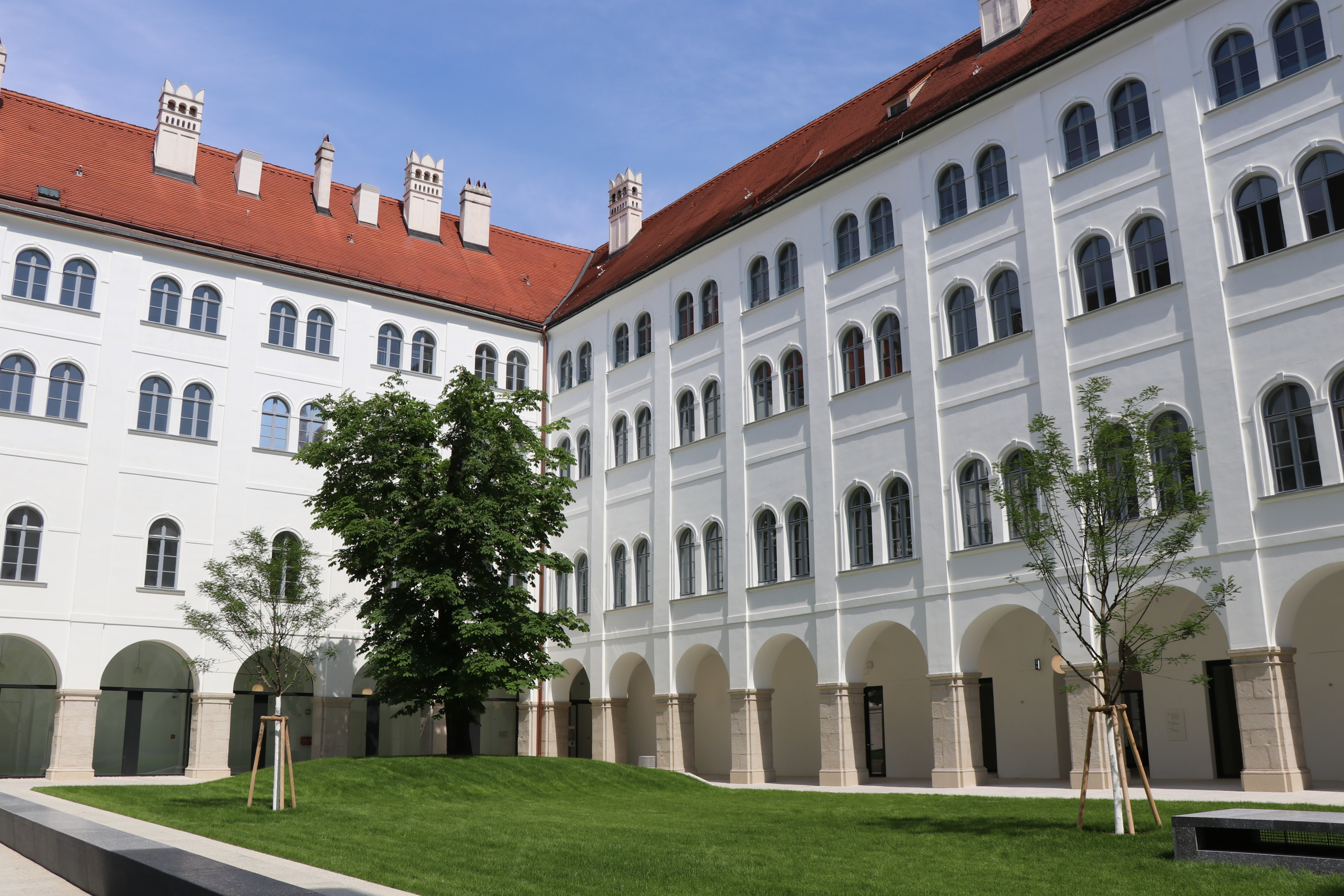
Ansicht auf Campus Akademie aus dem Innenhof, Bäckerstraße 13, 1010 Wien, Standort des ACDH seit 2022

## Geschichte
Im Jahr 2015 wurde als 29. Institut der Österreichischen Akademie der Wissenschaften unter dem Präsidium von Anton Zeilinger, Michael Alram, Georg Brasseur und Brigitte Mazohl das Austrian Centre for Digital Humanities gegründet. Die Leitung hatte Karlheinz Mörth inne. Mit Beginn des Jahres 2020 kam es zu einer umfangreichen Expansion, bei der mehrere Forschungsstellen aufgenommen wurden (ACE, Musikwissenschaft, Österreichisches biografisches Lexikon). Das wurde durch Aufnahme von „Cultural Heritage“ in den Namen verdeutlicht: Austrian Centre for digital Humanities and Cultural Heritage (ACDH-CH). Die Leitung des erweiterten Instituts übernahm Alexandra N. Lenz, Mörth wurde Vizedirektor. Von 2018 bis 2022 waren Tara Lee Andrews und Georg Vogeler Forschungsdirektoren. Seit Juni 2025 findet wieder der Name ohne Suffix Verwendung. 
Ziel des Kompetenzzentrums ist es, vorhandene Expertise und Ressourcen im Bereich der digitalen Geisteswissenschaften zu bündeln und die Synergien eines eng geknüpften lokalen Netzwerks zu nutzen. In Abstimmung mit den Universitäten Wien und Graz, die zeitgleich neue Lehrstühle für Digital Humanities an ihren Fakultäten einrichteten, agiert das Institut als Teil eines größeren österreichischen Verbundes, der die Entwicklungen im Bereich der digitalen und sozialen Infrastrukturen harmonisieren soll. Die Gründung erfolgte mit einer Anschubfinanzierung der Nationalstiftung für Forschung, Technologie und Entwicklung. Die Finanzierung wird ergänzt durch Drittmittelprojekte (PARTHENOS, #dariahTeach, Humanities-at-Scale, CLARIN+ etc.).

## Forschungsgebiete
Das ACDH befasst sich in seiner Forschung vorwiegend mit text- und sprachbezogenen Fragen und konzentriert sich dabei auf nicht-standardisierte und historische sprachliche Varietäten. Außerdem wird zu technischen Standards und texttechnologischen Methoden geforscht. Digitales Editieren und Publizieren stellen Basismethoden der Digital Humanities dar, die in fast allen Projekten des ACDH eine zentrale Stelle einnehmen. Das Team strebt dabei sowohl die Umsetzung möglichst offener Standards und Technologien als auch die Realisierung nachhaltiger Lösungen an, die die effiziente Nachnutzung von Forschungsresultaten und -daten sicherstellen. Weitere wichtige Themen in laufenden Projekten sind digitale Prosopographie, Entity Linking, Geo-Information, Visualisierung, Open Science und Linked Open Data.
Im Bereich der digitalen Lexikographie wird einerseits intensiv lexikographisch geforscht, andererseits auch mit Nachdruck an innovativen Tools und Services gearbeitet. Im Zentrum stehen neben der gesprochenen Sprache (Wörterbuch der bairischen Mundarten in Österreich, Vienna Corpus of Arabic Varieties), auch ältere Sprachperioden (Austrian Baroque Corpus). Ein weiterer Schwerpunkt besteht im Edieren der Werke, Briefe und des Tagebuchs von Arthur Schnitzler. Entitäten aus den Forschungsprojekten zu Wien um 1900 werden im Webservice PMB gesammelt. Die Abteilung Musikwissenschaft unter der Leitung von Barbara Boisits versteht sich als wichtigste außeruniversitäre Einrichtung des Faches in Österreich. Dem breit aufgefächerten Portfolio der Einzelprojekte übergeordnet ist der Fokus auf die österreichische Musiküberlieferung und -geschichte als Teil des kulturellen Erbes. Hierbei wird eine zentraleuropäische Perspektive durch die Einbeziehung jener Territorien betont, mit denen das heutige Österreich über Jahrhunderte hinweg eng verbunden war.
Das ACDH beteiligt sich am Aufbau nachhaltiger digitaler Infrastrukturen in den Kultur- und Geisteswissenschaften und arbeitet an der Entwicklung und dem Betrieb relevanter Kernkomponenten. Einen wichtigen Eckpfeiler der ACDH-Aktivitäten stellt das Engagement in den europäischen Forschungsinfrastrukturkonsortien CLARIN ERIC (European Research Infrastructure for Language Resources and Technology) und DARIAH-EU (Digital Research Infrastructure for the Arts and Humanities) dar. Als Teil dieser Aktivitäten etablierte das ACDH u. a. ein Repositorium für digitale Forschungsdaten (ARCHE – A Resource Centre for the Humanities), welches die langfristige Verfügbarkeit und zielgerichtete Dissemination digitaler Forschungsdaten für die österreichische DH-Community sicherstellt. Seit 2018 ist ARCHE ein zertifiziertes Datenzentrum des europäischen CLARIN-Netzwerks.

## Wissenstransfer
Obzwar vor allem am akademischen Diskurs und seiner Vernetzung interessiert, gibt es Aktivitäten, die an eine breitere Öffentlichkeit gerichtet sind. Dazu gehören die Veranstaltung von Konferenzen und die Veranstaltungsreihen ACDH Tool Galleries und die ACDH Lectures.